# Herb Kirjat Szemona

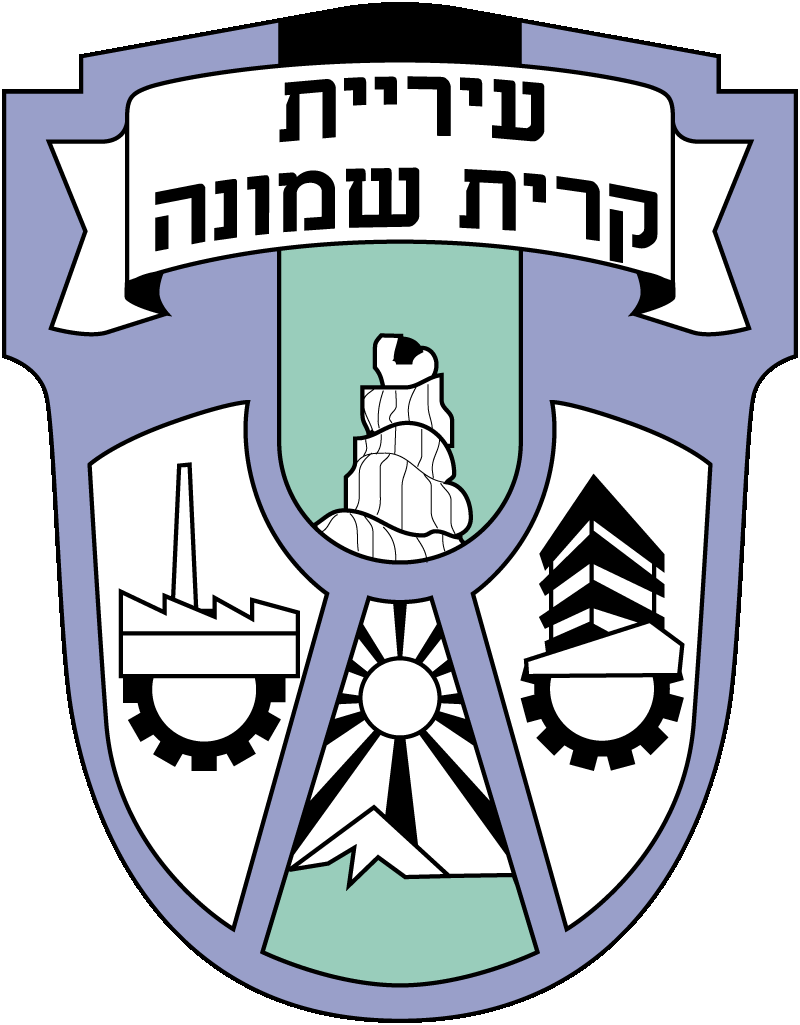
Herb Kirjat Szemona

Herb Kirjat Szemona został po raz pierwszy opublikowany 18 maja 1961 roku i zmieniony 1 lipca 1976 roku (przy zmianie nazwy ze wcześniejszej Kirjat Josef).
Pole tarczy herbowej jest w kolorze fioletowym. Umieszczono na niej cztery symbole charakterystyczne dla miasta Kirjat Szemona. W górnej części umieszczono wizerunek ryczącego lwa (lew Judy), który nawiązuje do pomnika wystawionego na cześć ośmiu bohaterskich obrońców Tel Chaj. Lew symbolizuje także siłę i męstwo mieszkańców miasta, będącego od wielu lat pod ostrzałem artyleryjskim i rakietowym z południowego Libanu. Poniżej umieszczono trzy symbole. W dwóch bocznych widnieje wspólny element koła zębatego, przedstawiającego rozwój tutejszego przemysłu. Dodatkowo po prawej stronie umieszczono rysunek budynku mieszkalnego, który ilustruje boom budownictwa mieszkaniowego jaki przeżyło miasto. Po lewej stronie umieszczono rysunek zakładu przemysłowego, który ilustruje rozwój tutejszych stref przemysłowych. Natomiast poniżej widnieje rysunek zalesionych gór, nad którymi wznosi się zaśnieżony szczyt góry Hermon. Wschodzące nad nimi słońce, symbolizuje nadzieję na dobry rozwój miasta.
Powyżej umieszczono nazwę miasta w języku hebrajskim – קריית שמונה (Irijat Kirjat Szemona). Oficjalna flaga jest w kolorze żółtym z czarny herbem pośrodku, chociaż występuje także zielona z niebieskim godłem.